# Teoria de models
|  | No s'ha de confondre amb Model matemàtic. |

La teoria de models és la branca de la matemàtica que estudia les estructures matemàtiques, com ara els grups, els cossos, els grafs o àdhuc els models de la teoria de conjunts, amb les eines de la lògica matemàtica. Està estretament relacionada amb l'àlgebra i l'àlgebra universal. Els seus objectes d'estudi són models de teories en un llenguatge formal. Hom diu que un conjunt d'enunciats en un llenguatge formal és una teoria; un model d'una teoria és una estructura (p. ex., una interpretació) que satisfà els enunciats d'aquesta teoria.
La teoria de models està íntimament lligada amb una dualitat: examina els elements semàntics (significat i veritat) mitjançant els elements sintàctics (fórmules i demostracions) del llenguatge. Citant la primera pàgina de Chang & Keisler (1990):
àlgebra universal + lògica = teoria de models.
La teoria de models es va desenvolupar ràpidament durant la dècada de 1990, i Wilfrid Hodges en va donar una definició més moderna (1997):
teoria de models = geometria algebraica − cossos,
encara que els estudiosos de la teoria de models també estan interessats en l'estudi d'altres àrees, entre les quals es troben la combinatòria, la teoria de nombres, la dinàmica de l'aritmètica, les funcions analítiques i l'anàlisi no estàndard.
De la mateixa manera que la teoria de la demostració, la teoria de models està situada a cavall entre les matemàtiques, la filosofia i les ciències de la computació.

## Història
La disciplina de la teoria de models va sorgir a mitjans del segle xx. Tanmateix, des d'un punt de vista retrospectiu, algunes investigacions anteriors, sobretot en l'àmbit de la lògica matemàtica, es consideren d'una naturalesa propera a la teoria de models. El primer resultat significatiu en el que s'entén actualment per teoria de models fou un cas especial del teorema de Löwenheim-Skolem descendent, publicat per Leopold Löwenheim l'any 1915. El teorema de compacitat estava implícit en l'obra de Thoralf Skolem, però va ser publicat per primer cop l'any 1930, com a lema dins de la demostració de Kurt Gödel del seu teorema de completesa. El teorema de Löwenheim-Skolem i el teorema de compacitat van ser reformulats en una forma més general per Anatoli Maltsev els anys 1936 i 1941, respectivament.
Els avenços més moderns en el desenvolupament de la teoria de models es remunten al científic polonès Alfred Tarski, membre de l'escola de Lviv-Varsòvia durant el període d'entreguerres. L'obra de Tarski incloïa la conseqüència lògica, els sistemes deductius, l'àlgebra de la lògica, la teoria de la definibilitat, i la teoria semàntica de la veritat, entre altres àrees. Els seus mètodes semàntics van culminar en la teoria de models que Tarski i alguns alumnes seus de Berkeley van desenvolupar durant les dècades de 1950 i 1960. Aquests conceptes moderns de la teoria de models van influir profundament el programa de Hilbert i les matemàtiques modernes.

## Àrees de la teoria de models
Aquest article se centra en la teoria finita de models de primer ordre d'estructures infinites. La teoria de models finits, que se centra en estructures finites, és substancialment diferent de l'estudi d'estructures infinites, tant pel que fa als problemes estudiats com a les tècniques emprades. La teoria de models en lògiques d'ordre superior o en lògiques infinites tenen la dificultat que, en general, els teoremes de completesa i de compacitat no són certs en aquestes lògiques. Tot i això, s'han fet grans avenços en el desenvolupament d'aquestes lògiques.
Informalment, la teoria de models es pot dividir en teoria de models clàssica, teoria de models aplicada a grups i teoria de models geomètrica. Una quarta categoria podria ser la teoria de models computable, però es pot interpretar com una subàrea independent de la lògica.
Alguns exemples dels primers teoremes de la teoria de models clàssica inclouen el teorema de completesa de Gödel, els teoremes de Löwenheim-Skolem ascendent i descendent, el teorema de dos cardinals de Vaught, el teorema d'isomorfisme de Scott, el teorema dels tipus omesos i el teorema de Ryll-Nardzewski. Alguns exemples dels primers resultats de la teoria de models aplicada a cossos són l'eliminació de quantificadors de Tarski per a cossos reals tancats, el teorema d'Ax sobre cossos finits i el desenvolupament de Robinson de l'anàlisi no estàndard. Un pas important en l'evolució de la teoria de models clàssica fou el sorgiment de la teoria d'estabilitat (a partir del teorema de Morley sobre teories categòriques no numerables i del programa de classificació de Shelah), que va desenvolupar un càlcul de la independència i el rang basat en condicions sintàctiques satisfetes per teories.
Durant les últimes dècades, la teoria de models aplicada s'ha interrelacionat repetidament amb la teoria d'estabilitat pura. El resultat d'aquesta síntesi s'anomena teoria de models geomètrica (que inclou, per exemple, l'o-minimalitat, així com la teoria d'estabilitat geomètrica clàssica). Un exemple de teorema de la teoria de models geomètrica és la demostració de Hrushovski de la conjectura de Mordell-Lang per a cossos de funcions. L'objectiu de la teoria de models geomètrica és proporcionar una geografia de les matemàtiques, mitjançant un estudi detallat dels conjunts definibles sobre diverses estructures matemàtiques, amb l'ajut de les eines desenvolupades en l'estudi de la teoria de models pura.

## Àlgebra universal
Els conceptes fonamentals de l'àlgebra universal són les signatures σ i les σ-àlgebres.
La signatura estàndard dels anells és σanell = {×,+,−,0,1}, on × i + són operacions binàries, − és unària, i 0 i 1 són nul·làries.
La signatura estàndard dels semianells és σsma = {×,+,0,1}, on les aritats són com abans.
La signatura estàndard dels grups (en notació multiplicativa) és σgrp = {×,−1,1}, on × és binària, −1 és unària i 1 és nul·lària.
La signatura estàndard dels monoides és σmnd = {×,1}.
Un anell és una σanell-estructura que satisfà les identitats u + (v + w) = (u + v) + w, u + v = v + u, u + 0 = u, u + (−u) = 0, u × (v × w) = (u × v) × w, u × 1 = u, 1 × u = u, u × (v + w) = (u × v) + (u × w) i (v + w) × u = (v × u) + (w × u).
Un grup és una σgrp-estructura que satisfà les identitats u × (v × w) = (u × v) × w, u × 1 = u, 1 × u = u, u × u−1 = 1 i u−1 × u = 1.
Un monoide és una σmnd-estructura que satisfà les identitats u × (v × w) = (u × v) × w, u × 1 = u i 1 × u = u.
Un semigrup és una {×}-estructura que satisfà la identitat u × (v × w) = (u × v) × w.
Un magma és simplement una {×}-estructura.
Aquesta és una forma molt eficient de definir la majoria de classes d'estructures algebraiques, perquè també existeix el concepte general de σ-homomorfisme, que es materialitza adequadament en les nocions habituals d'homomorfismes de grups, semigrups, magmes i anells. Cal tenir present, però, que cal escollir correctament les signatures per tal que aquestes construccions funcionin de la manera esperada.
Es poden definir objectes com el σanell-terme t(u,v,w) donat per (u + (v × w)) + (−1), amb l'objectiu de definir identitats t = t', i també per construir àlgebres lliures. Una classe equacional és una classe d'estructures que, com els exemples anteriors i molts altres, es defineix com la classe de totes les σ-structures que satisfan un cert conjunt d'identitats. El teorema HSP de Birkhoff afirma:
| Una classe de σ-estructures és una classe equacional si i només si no és buida i és tancada per subàlgebres, imatges homomorfes i productes directes. Garrett Birkhoff |

Una eina important en àlgebra universal són els ultraproductes {\displaystyle \Pi _{i\in I}A_{i}/U}, on I és un conjunt infinit que indexa un sistema de σ-estructures Ai, i U és un ultrafiltre sobre I.
Mentre que, generalment, la teoria de models es considera una part de la lògica matemàtica, l'àlgebra universal, sorgida a partir de l'obra d'Alfred North Whitehead (1898) sobre àlgebra abstracta, és part de l'àlgebra. Això es pot veure en les seves respectives classificacions MSC. Tot i això, la teoria de models es pot veure com una extensió de l'àlgebra universal.

## Teoria de models finits
La teoria de models finits és l'àrea de la teoria de models més íntimament relacionada amb l'àlgebra universal. De la mateixa manera que amb alguns aspectes de l'àlgebra universal, i en contrast amb les altres àrees de la teoria de models, tracta principalment amb àlgebres finites, o més en general, amb σ-estructures finites per a signatures σ que poden contenir símbols de relació com en l'exemple següent:
La signatura estàndard per a grafs és σgraf={E}, on E és un símbol de relació binària.
Un graf és una σgraf-estructura que satisfà els enunciats {\displaystyle \forall u\forall v(uEv\rightarrow vEu)} i {\displaystyle \forall u\neg (uEu)}.
Un σ-homomorfisme és una aplicació que commuta amb les operacions i que conserva les relacions de σ. Aquesta definició dona lloc a la noció habitual d'homomorfisme de grafs, que té la interessant propietat de què un homomorfisme bijectiu no té per què ser invertible.
Les estructures també són una part de l'àlgebra universal; després de tot, algunes estructures algebraiques com els grups ordenats tenen una relació binària <. El que distingeix la teoria de models finits de l'àlgebra universal és l'ús generalitzat d'enunciats lògics (com en l'exemple anterior) en comptes d'identitats (en un context de teoria de models, hom pot reescriure una identitat t=t' com un enunciat {\displaystyle \forall u_{1}u_{2}\dots u_{n}(t=t')}).
La lògica utilitzada en la teoria de models finits acostuma a ser més expressiva que la lògica de primer ordre, la lògica habitual per a la teoria de models d'estructures infinites.

## Lògica de primer ordre
Mentre que l'àlgebra universal proporciona la semàntica per a una signatura, la lògica en proporciona la sintaxi. Amb l'ús de termes, identitats i quasiidentitats, fins i tot l'àlgebra universal té unes eines sintàctiques limitades; la lògica de primer ordre és el resultat de fer explícites les quantificacions i d'afegir la negació com a part del llenguatge.
Una fórmula de primer ordre es construeix a partir de fórmules lògiques com R(f(x,y),z) o y = x + 1, afegint-hi connectives booleanes {\displaystyle \neg ,\land ,\lor ,\rightarrow } i prefixos quantificadors {\displaystyle \forall v} o {\displaystyle \exists v}. Un enunciat és una fórmula on cada aparició d'una variable està dins l'àmbit d'un cert quantificador. A continuació es mostren alguns exemples de fórmules φ (o φ(x) per ressaltar el fet que hi ha, com a molt, una variable x no quantificada a φ) i ψ, definides per:
{\displaystyle {\varphi \;=\;\forall u\forall v(\exists w(x\times w=u\times v)\rightarrow (\exists w(x\times w=u)\lor \exists w(x\times w=v)))\land x\neq 0\land x\neq 1}},
{\displaystyle \psi \;=\;\forall u\forall v((u\times v=x)\rightarrow (u=x)\lor (v=x))\land x\neq 0\land x\neq 1}.
És clar com traslladar aquestes fórmules en un significat matemàtic. En la σsma-estructura dels nombres naturals {\displaystyle {\mathcal {N}}}, per exemple, un element n satisfà la fórmula φ si i només si n és un nombre primer. De manera similar, la fórmula ψ defineix la irreductibilitat. Tarski va donar una definició rigorosa, de vegades anomenada "definició de Tarski de la veritat", per a la relació de satisfacció {\displaystyle \models }, de tal manera que hom pot demostrar fàcilment:
{\displaystyle {\mathcal {N}}\models \varphi (n)\iff n} és un nombre primer.
{\displaystyle {\mathcal {N}}\models \psi (n)\iff n} és irreductible.
Hom diu que un conjunt T d'enunciats és una teoria (de primer ordre). Una teoria és satisfactible si té un model {\displaystyle {\mathcal {M}}\models T}, és a dir, si té una estructura (amb una signatura adequada) que satisfà tots els enunciats del conjunt T. La consistència d'una teoria es defineix d'una manera sintàctica, però en lògica de primer ordre, i pel teorema de completesa, la satisfactibilitat és indistingible de la consistència. Per tant, alguns estudiosos de la teoria de models utilitzen el terme "consistent" com a sinònim de "satisfactible".
Hom diu que una teoria és categòrica si determina una estructura llevat d'isomorfisme, però resulta que aquesta definició no és útil, a causa de fortes restriccions en l'expressivitat de la lògica de primer ordre. El teorema de Löwenheim-Skolem implica que per a qualsevol teoria T que tingui un model infinit, i per a qualsevol nombre cardinal infinit κ, existeix un model {\displaystyle {\mathcal {M}}\models T} tal que el nombre d'elements de {\displaystyle {\mathcal {M}}} és exactament κ. Per tant, mitjançant una teoria categòrica només es poden descriure estructures finites.
La falta d'expressivitat (si es compara amb lògiques d'ordre superior, com la lògica de segon ordre) té, tanmateix, els seus avantatges. Per als estudiosos de la teoria de models, el teorema de Löwenheim-Skolem és una eina pràctica important, en comptes de ser la font de la paradoxa de Skolem. En un cert sentit, precisat pel teorema de Lindström, la lògica de primer ordre és la lògica més expressiva per a la qual són certs alhora el teorema de Löwenheim-Skolem i el teorema de compacitat.
Com a corol·lari, el teorema de compacitat afirma que tota teoria insatisfactible de primer ordre té un subconjunt finit insatisfactible. Aquest teorema és de cabdal importància en la teoria de models infinits, on és habitual l'argumentació "per compacitat" en les demostracions. Una altra manera de demostrar-ho és mitjançant l'ús d'ultraproductes. Una demostració alternativa utilitza el teorema de completesa, que es redueix a un rol marginal en gran part de la teoria moderna de models.

## Axiomatització, eliminació de quantificadors i completesa del model
El primer pas, sovint trivial, per poder aplicar els mètodes de la teoria de models a una classe d'objectes matemàtics com grups, o arbres en el sentit de la teoria de grafs, és escollir una signatura σ i representar els objectes com a σ-estructures. El següent pas és veure que la classe és elemental, és a dir, que és axiomatitzable en lògica de primer ordre (o, cosa que és el mateix, que existeix una teoria T tal que una σ-estructura pertany a la classe si i només si satisfà T). Per exemple, aquest pas falla per als arbres, ja que no es pot expressar la connectivitat en lògica de primer ordre. La propietat de ser axiomatitzable assegura que la teoria de models pot parlar dels objectes correctes. L'eliminació de quantificadors es pot interpretar com una condició que assegura que la teoria de models no diu massa sobre els objectes.
Una teoria T admet una eliminació de quantificadors si tota fórmula de primer ordre φ(x1, ..., xn) sobre la seva signatura és equivalent mòdul T a una fórmula de primer ordre ψ(x1, ..., xn) sense quantificadors, és a dir,
{\displaystyle \forall x_{1}\dots \forall x_{n}(\phi (x_{1},\dots ,x_{n})\leftrightarrow \psi (x_{1},\dots ,x_{n}))}
és certa en tots els models de T. Per exemple, la teoria dels cossos algebraicament tancats en la signatura σanell=(×,+,−,0,1) admet una eliminació de quantificadors perquè tota fórmula és equivalent a una combinació booleana d'equacions entre polinomis.
Una subestructura d'una σ-estructura és un subconjunt del seu domini, tancat per totes les funcions de la signatura σ, que s'interpreta com una σ-estructura per restricció al subconjunt de totes les funcions i relacions de σ. Un embedding d'una σ-estructura {\displaystyle {\mathcal {A}}} dins una altra σ-estructura {\displaystyle {\mathcal {B}}} és una aplicació f: A → B entre els dominis que es pot escriure com un isomorfisme de {\displaystyle {\mathcal {A}}} amb una subestructura de {\displaystyle {\mathcal {B}}}. Tot embedding és un homorfisme injectiu, però el recíproc només és cert si la signatura no conté símbols de relació.
Si una teoria no admet eliminació de quantificadors, hom pot afegir símbols addicionals a la seva signatura per tal que sí que n'admeti. Durant el desenvolupament inicial de la teoria de models, es van posar molts esforços en demostrar l'axiomatitzabilitat i els resultats sobre l'eliminació de quantificadors en determinades teories, especialment en àlgebra. Però sovint era suficient, en comptes de l'eliminació de quantificadors, una propietat més feble:
Hom diu que una teoria T és model-completa si tota subestructura d'un model de T és una subestructura elemental. Existeix un criteri útil per comprovar si una subestructura és una subestructura elemental, anomenat test de Tarski-Vaught. Una conseqüència d'aquest criteri és una teoria T és model-completa si i només si tota fórmula de primer ordre φ(x1, ..., xn) sobre la seva signatura és equivalent mòdul T a una fórmula existencial de primer ordre, és a dir, una fórmula de la forma següent:
{\displaystyle \exists v_{1}\dots \exists v_{m}\psi (x_{1},\dots ,x_{n},v_{1},\dots ,v_{m})},
on ψ està lliure de quantificadors. Una teoria que no sigui model-completa pot tenir o no una "compleció", que és una teoria relacionada que no és, en general, una extensió de la teoria original. Un concepte més general és el de model acompanyant.

## Categoricitat
Com ja s'ha vist en la secció sobre lògica de primer ordre, les teories de primer ordre no poden ser categòriques, és a dir, no poden descriure un model únic llevat d'isomorfisme, tret que el model sigui finit. Però hi ha dos coneguts teoremes sobre teoria de models que tracten amb la noció més feble de κ-categoricitat per a un cardinal κ. Es diu que una teoria T és κ-categòrica si dos models qualssevol de T amb cardinalitat κ són isomorfs. Resulta que la propietat de ser κ-categòrica depèn essencialment de si κ és major que la cardinalitat del llenguatge (és a dir, {\displaystyle \aleph _{0}} + |σ|, on |σ| és la cardinalitat de la signatura). Per a signatures finites o numerables, això significa que hi ha una diferència fonamental entre la cardinalitat {\displaystyle \aleph _{0}} i la cardinalitat κ amb κ no numerable.
Algunes caracteritzacions de l' {\displaystyle \aleph _{0}}-categoricitat inclouen:
Donada una teoria completa de primer ordre T en una signatura finita o numerable, les següents condicions són equivalents:
1. T és {\displaystyle \aleph _{0}}-categòrica.
2. Per a qualsevol nombre natural n, l'espai de Stone Sn(T) és finit.
3. Per a qualsevol nombre natural n, el nombre de fórmules φ(x1, ..., xn) en n variables lliures, llevat d'equivalència mòdul T, és finit.

Aquest resultat, degut de manera independent a Engeler, Ryll-Nardzewski i Svenonius, es coneix com a teorema de Ryll-Nardzewski.
Addicionalment, les teories {\displaystyle \aleph _{0}}-categòriques i els seus models numerables estan íntimament lligats als grups oligomòrfics. Sovint es construeixen com a límits de Fraïssé.
El resultat no trivial més important de Michael Morley és que (per a llenguatges numerables) existeix només una noció de categoricitat no numerable, que fou el punt de partida per a la teoria de models moderna, i en particular per a la teoria de la classificació i la teoria de l'estabilitat:
| Si una teoria T de primer ordre en una signatura finita o numerable és κ-categòrica per a algun cardinal κ no numerable, llavors T és κ-categòrica per a tots els cardinals κ no numerables. Teorema de categoricitat de Morley |

Les teories no numerablement categòriques (és a dir, κ-categòriques per a qualsevol cardinal κ no numerable) tenen, des de diversos punts de vista, un bon comportament. Hom diu que una teoria {\displaystyle \aleph _{0}}-categòrica i no numerablement categòrica és totalment categòrica.

## Teoria de models i teoria de conjunts
La teoria de conjunts (expressada en un llenguatge numerable), si és consistent, llavors admet un model numerable; això es coneix com a paradoxa de Skolem, ja que hi ha enunciats de la teoria de conjunts que postulen l'existència de conjunts no numerables i, tot i així, són enunciats certs en el nostre model numerable. En particular, la demostració de la independència de la hipòtesi del continu necessita considerar conjunts en models que semblen no numerables vistos des de l'interior del model, però apareixen com a numerables des de fora del model.
Històricament, el punt de vista de la teoria de models ha estat útil en teoria de conjunts; per exemple, en el treball de Kurt Gödel sobre l'univers constructible que, juntament amb el mètode desenvolupat per Paul Cohen, poden demostrar la independència de l'axioma de l'elecció i de la hipòtesi del continu respecte els altres axiomes de la teoria de conjunts.
Recíprocament, la pròpia teoria de models es pot formalitzar dins de la teoria de conjunts ZFC. El desenvolupament dels fonaments de la teoria de models (com el teorema de compacitat) es basa en l'axioma de l'elecció, o més exactament en el teorema de l'ideal primer booleà. Altres resultats de la teoria de models depenen d'axiomes de la teoria de conjunts que queden fora de l'abast de la ZFC estàndard. Per exemple, si la Hipòtesi del Continu és certa, llavors tot model numerable té una ultrapotència que és saturada (dins la seva pròpia cardinalitat). De manera semblant, si la Hipòtesi Generalitzada del Continu és certa, llavors tot model té una extensió elemental saturada. Cap d'aquests resultats es pot demostrar només en el marc ZFC. Finalment, s'ha demostrat que algunes qüestions de la teoria de models (com la compacitat per a lògiques infinites) són equivalents a axiomes sobre cardinals grans.

## Altres nocions bàsiques de la teoria de models

### Reduccions i expansions
Hom pot veure un cos o un espai vectorial com un grup (commutatiu) si simplement ignora part de la seva estructura. El concepte anàleg en teoria de models és el d'una reducció d'una estructura a un subconjunt de la signatura original. La relació oposada s'anomena expansió: per exemple, el grup (additiu) dels nombres racionals, vist com una estructura en la signatura {+,0}, es pot expandir a un cos amb la signatura {×,+,1,0} o a un grup ordenat amb la signatura {+,0,<}.
De manera semblant, si σ' és una signatura que expandeix una altra signatura σ, llavors es pot restringir una σ'-teoria completa a σ mitjançant la intersecció dels seus enunciats amb el conjunt de σ-fórmules. Recíprocament, una σ-teoria completa es pot veure com una σ'-teoria, i es pot expandir (de més d'una manera) a una σ'-teoria completa.

### Interpretabilitat
Donada una estructura matemàtica, sovint hi ha estructures associades que es poden construir com a quocient de l'estructura original respecte una relació d'equivalència. Un exemple important és un grup quocient d'un grup.
Hom podria dir que, per tal d'entendre l'estructura completa, cal entendre aquests quocients. Quan la relació d'equivalència és definible, hom pot donar un significat precís a aquesta idea. Hom diu que aquestes estructures són interpretables.
Un fet clau és que es poden traduir enunciats del llenguatge de les estructures interpretades al llenguatge de l'estructura original. Així, hom pot demostrar que, si una estructura M interpreta una altra, la teoria de la qual és indecidible, llavors M és indecidible.

### Ús dels teoremes de compacitat i completesa
El teorema de completesa de Gödel afirma que una teoria té un model si i només si és consistent, és a dir, si la teoria no pot demostrar cap contradicció. Aquesta és la clau de la teoria de models, ja que permet respondre preguntes sobre teories només mirant els models, i viceversa. Cal no confondre el teorema de completesa amb la propietat que una teoria sigui completa. Una teoria completa és una teoria que conté tota sentència o la seva negació. Un resultat important és que es pot trobar una teoria consistent i completa que sigui una extensió d'una teoria consistent. Tanmateix, tal com demostren els teoremes d'incompletesa de Gödel, només en casos relativament senzills és possible tenir una teoria consistent i completa que també sigui recursiva, és a dir, que es pugui descriure mitjançant un conjunt recursivament enumerable d'axiomes. En particular, la teoria dels nombres naturals no té cap teoria recursiva, completa i consistent alhora.
El teorema de compacitat afirma que un conjunt de sentències S és satisfactible si tot subconjunt finit de S és satisfactible. En el context de la teoria de la demostració, l'enunciat anàleg és trivial, ja que tota demostració només pot tener un nombre finit d'antecedents emprats en la demostració. En el context de la teoria de models, tanmateix, aquesta demostració és més complicada. Existeixen dues demostracions ben conegudes, una de Gödel i una de Malcev.
La teoria de models tracta habitualment amb la lògica de primer ordre, i molts resultats importants (com els teoremes de completesa i compacitat) deixen de ser certs en lògica de segon ordre o altres alternatives. En lògica de primer ordre, tots els cardinals infinits es veuen iguals des d'un llenguatge numerable. Això s'expressa en els teoremes de Löwenheim-Skolem, que afirmen que qualsevol teoria numerable amb un model infinit {\displaystyle {\mathfrak {A}}} té models de totes les cardinalitats infinites que estiguin d'acord amb {\displaystyle {\mathfrak {A}}} en totes les sentències.

### Tipus
Fixem una {\displaystyle L}-estructura {\displaystyle M}, i un nombre natural {\displaystyle n}. El conjunt de subconjunts definibles de {\displaystyle M^{n}} sobre uns certs paràmetres {\displaystyle A} és una àlgebra de Boole. Pel teorema de representació de Stone per a àlgebres booleanes, existeix una noció dual natural. Hom pot considerar aquesta construcció com l'espai topològic consistent dels conjunts consistents maximals de fórmules sobre {\displaystyle A}. Hom diu que aquest és l'espai de {\displaystyle n}-tipus (complets) sobre {\displaystyle A}, i s'escriu {\displaystyle S_{n}(A)}.
Considerem ara un element {\displaystyle m\in M^{n}}. Llavors, el conjunt de totes les fórmules {\displaystyle \phi } amb paràmetres de {\displaystyle A} en les variables lliures {\displaystyle x_{1},\ldots ,x_{n}} tals que {\displaystyle M\models \phi (m)} és consistent i maximal. Hom diu que és el tipus de {\displaystyle m} sobre {\displaystyle A}.
Hom pot demostrar que, per a qualsevol {\displaystyle n}-tipus {\displaystyle p}, existeix alguna extensió {\displaystyle N} de {\displaystyle M} i algun {\displaystyle a\in N^{n}} tals que {\displaystyle p} és el tipus de {\displaystyle a} sobre {\displaystyle A}.

#### Exemple
Suposem que {\displaystyle M} és un cos algebraicament tancat. La teoria admet eliminació de quantificadors. Això ens permet demostrar que un tipus està determinat exactament per les equacions polinòmiques que conté. Per tant, l'espai dels {\displaystyle n}-tipus sobre un subcòs {\displaystyle A} és bijectiu amb el conjunt d'ideals primers de l'anell de polinomis {\displaystyle A[x_{1},\ldots ,x_{n}]}. Aquest és el mateix conjunt que l'espectre de {\displaystyle A[x_{1},\ldots ,x_{n}]}. Cal ressaltar que la topologia considerada en l'espai de tipus és la topologia constructible: un conjunt de tipus és obert si i només si és de la forma {\displaystyle \{p:f(x)=0\in p\}} o de la forma {\displaystyle \{p:f(x)\neq 0\in p\}}. Aquesta topologia és més fina que la topologia de Zariski.